# Black Oak, Arkansas
Black Oak är en ort (town) i Craighead County i Arkansas, USA. Folkmängden uppgick till 262 vid folkräkningen 2010.
Rockbandet Black Oak Arkansas har tagit sitt namn från orten.